# Ops (Nayt)
Ops è un singolo del rapper italiano Nayt, pubblicato il 21 novembre 2017 dall'etichetta VNT1.

## Descrizione
Nel 2021 è stata realizzata la seconda parte del singolo, intitolata OPSS è in featuring con i rapper Gemitaiz e Mattak, ed è contenuta nel disco Doom.

## Tracce
Testi di William Mezzanotte, musiche di Davide D'Onofrio, Giorgio Iacobelli.
1. Ops – 2:24